# A magyar korona pénzjegyei

## Az Osztrák–Magyar Bank bankjegyei (1919)
Az Osztrák–Magyar Bank – a Monarchia közös központi bankja – számára kizárólagos szabadalom biztosította a papírpénznyomtatást a Monarchia teljes területén. A bankjegygyártás Bécsben folyt, Magyarországot is onnan látták el. Az első világháború során a bécsi kormányzat szándékosan csökkentette Magyarország bankjegyellátását.
A háború után a Károlyi-kormány arra kérte a közös bankot, hogy juttasson nyomólemezeket és papírt a bankjegygyártás elindításához Budapestre (a pénzszállítás abban az időben kockázatos lett volna). Megkapták a háború idején gyártott 1 és 2 koronás bankók, valamint az ideiglenes (szükség-) pénzként nyomtatott 25 és 200 koronás, ún. fehér pénzek nyomólemezeit (vagyis csak az igénytelen kivitelű és a bomló Monarchia területén amúgy is korlátozottan elfogadott pénzek gyártására nyílt lehetőség, a korábbi, ún. kék pénzek nyomtatásának lehetőségét az osztrákok megtartották maguknak). E bankjegyek nyomtatását a Károlyi-kormány készítette elő, majd a Tanácsköztársaság idején is folytatódott forgalomba hozataluk. A Tanácsköztársaság bukása után e bankjegyeket Bécsben hamisítványnak minősítették. A bécsi és a budapesti kiadások a sorszám alapján különböztethetők meg. (1 korona: 7000 felett; 2 korona: 7000 felett; 25 korona: 3000 felett; 200 korona: 2000 felett.)
| Kép                                            | Kép      | Névérték   | Méret       | Leírás                          | Leírás                    | Dátumok           | Dátumok           | Dátumok            |
| Előoldal                                       | Hátoldal | Névérték   | Méret       | Előoldal                        | Hátoldal                  | Nyomtatás         | Kibocsátás        | Visszavonás        |
| ---------------------------------------------- | -------- | ---------- | ----------- | ------------------------------- | ------------------------- | ----------------- | ----------------- | ------------------ |
|                                                |          | 1 korona   | 112 × 67 mm | klasszikus építészeti motívumok | ókori katona sisakos feje | 1916. december 1. | 1919. április 30. | 1922. március 14.  |
|                                                |          | 2 korona   | 123 × 83 mm | női modellek                    | női modellek              | 1917. március 1.  | 1919. május 25.   | 1922. december 31. |
|                                                |          | 25 korona  | 135 × 80 mm | női modell                      | sima vagy hullámos        | 1918. október 27. | 1919. április 25. | 1920. november 11. |
|                                                |          | 200 korona | 167 × 99 mm | női modell                      | sima vagy hullámos        | 1918. október 27. | 1919. május 20.   | 1920. november 11. |
| A képeken 0,7 pixel felel meg 1 milliméternek. |          |            |             |                                 |                           |                   |                   |                    |

## Bankjegytervezetek a Magyar Nemzeti Bank részére (1919)
A zűrzavaros pénzügyi helyzet a Tanácsköztársaságot is a megoldáskeresésre sarkallta. A tervezetek és próbanyomatok arról tanúskodtak, hogy szándék volt az önálló jegybank felállítására, végül más megoldást kerestek. A lenti tervezetek soha nem kerültek forgalomba, de némelyiket felhasználták a postatakarékpénztár pénzjegyeinek tervezésénél.
| Kép                                            | Kép      | Névérték    | Méret        | Leírás       | Leírás      | Dátumok             |
| Előoldal                                       | Hátoldal | Névérték    | Méret        | Előoldal     | Hátoldal    | Nyomtatás           |
| ---------------------------------------------- | -------- | ----------- | ------------ | ------------ | ----------- | ------------------- |
|                                                |          | 2 korona    | 130 × 88 mm  | Női modell   | Értékjelzés | 1919. június 2.     |
|                                                |          | 10 korona   | 150 × 80 mm  | Női modell   | Értékjelzés | 1919. augusztus 1.  |
|                                                |          | 25 korona   | 154 × 108 mm | Női modell   | Értékjelzés | 1919. május 2.      |
|                                                |          | 50 korona   | 155 × 100 mm | Férfi modell | Értékjelzés | 1919. március 15.   |
|                                                |          | 100 korona  | 168 × 120 mm | Férfi modell | Értékjelzés | 1919. augusztus 15. |
|                                                |          | 1000 korona | 198 × 132 mm | Női modell   | Értékjelzés | 1919. március 15.   |
| A képeken 0,7 pixel felel meg 1 milliméternek. |          |             |              |              |             |                     |

## A Magyar Postatakarékpénztár pénztárjegyei (1919)
A postatakarék-pénztári jegyek forgalomba hozatalára a Magyar Tanácsköztársaság Forradalmi Kormányzótanácsa kötelezte a Magyar Postatakarékpénztárat, amely tehát mint az ország emissziós bankja működött akkoriban. A pénzjegyek fedezetét az Osztrák–Magyar Bank letétbe helyezett bankjegyei (kék pénzek) képezték – így kerülvén el az inflációt. Sokféle pénztárjegytervezet készült, de csak öt-, tíz- és húszkoronás címletek kerültek forgalomba.
| Kép                                            | Kép      | Névérték    | Méret        | Leírás       | Leírás                                 | Dátumok             | Dátumok               | Dátumok               |
| Előoldal                                       | Hátoldal | Névérték    | Méret        | Előoldal     | Hátoldal                               | Nyomtatás           | Kibocsátás            | Visszavonás           |
| ---------------------------------------------- | -------- | ----------- | ------------ | ------------ | -------------------------------------- | ------------------- | --------------------- | --------------------- |
|                                                |          | 5 korona    | 132 × 80 mm  | Férfi modell | A MAGYAR POSTATAKARÉKPÉNZTÁR PÉNZJEGYE | 1919. május 15.     | 1919. május 19.       | 1923. január 19.      |
|                                                |          | 5 korona    | 132 × 81 mm  | Női portré   | Értékjelzés                            | 1919. augusztus 9.  | Forgalomba nem került | Forgalomba nem került |
|                                                |          | 10 korona   | 140 × 88 mm  | Női modell   | Értékjelzés                            | 1919. május 15.     | Forgalomba nem került | Forgalomba nem került |
|                                                |          | 10 korona   | 140 × 88 mm  | Női modell   | Értékjelzés                            | 1919. július 15.    | 1919. július 23.      | 1923. január 8.       |
|                                                |          | 10 korona   | 140 × 88 mm  | Női modell   | Értékjelzés                            | 1919. augusztus 9.  | 1919. szeptember 14.  | 1923. január 8.       |
|                                                |          | 20 korona   | 145 × 90 mm  | Női modell   | Értékjelzés különböző nyelveken        | 1919. július 15.    | 1919. július 23.      | 1923. január 8.       |
|                                                |          | 20 korona   | 145 × 90 mm  | Női modell   | Értékjelzés különböző nyelveken        | 1919. augusztus 9.  | 1919. szeptember 14.  | 1923. január 8.       |
|                                                |          | 100 korona  | 168 × 120 mm | férfi modell | Értékjelzés különböző nyelveken        | 1919. július 15.    | Forgalomba nem került | Forgalomba nem került |
|                                                |          | 1000 korona | 200 × 134 mm | férfi modell | Értékjelzés különböző nyelveken        | 1919. augusztus 15. | Forgalomba nem került | Forgalomba nem került |
| A képeken 0,7 pixel felel meg 1 milliméternek. |          |             |              |              |                                        |                     |                       |                       |

## Az Osztrák–Magyar Bank felülbélyegzett bankjegyei (1920)
Magyarország az utódállamok közül utolsóként kezdte meg a területén lévő Osztrák–Magyar Bank által kibocsátott bankjegyek felülbélyegzését. Bár a Károlyi-kormány ezt már 1919. március 21-én tervezte, a Tanácsköztársaság létrejötte miatt 1920. március 18-ig késett. Magyarország piros körbélyegzővel látta el a bankjegyeket a 10 koronástól a 10 000 koronásig.
| Kép                                            | Kép      | Névérték              | Méret        | Leírás     | Leírás             | Dátumok   | Dátumok            | Dátumok              |
| Előoldal                                       | Hátoldal | Névérték              | Méret        | Előoldal   | Hátoldal           | Nyomtatás | Kibocsátás         | Visszavonás          |
| ---------------------------------------------- | -------- | --------------------- | ------------ | ---------- | ------------------ | --------- | ------------------ | -------------------- |
|                                                |          | 10 korona             | 150 × 79 mm  | Fiúgyermek | Fiúgyermek         |           | 1916. július 24.   | 1924. január 31.     |
|                                                |          | 20 korona (2. kiadás) | 150 × 89 mm  | Női modell | Női modell         |           | 1918. október 28.  | 1924. január 31.     |
|                                                |          | 25 korona             | 135 × 80 mm  | Női modell | Sima vagy hullámos |           | 1919. április 25.  | 1920. november 11.   |
|                                                |          | 50 korona             | 162 × 100 mm | Női modell | Női modell         |           | 1916. december 18. | 1924. január 31.     |
|                                                |          | 100 korona            | 163 × 107 mm | Női modell | Női modell         |           | 1912. december 13. | 1922. szeptember 30. |
|                                                |          | 200 korona            | 168 × 100 mm | Női modell |                    |           |                    |                      |
|                                                |          | 1000 korona           | 191 × 127 mm | Női modell | Női modell         |           | 1903. január 2.    | 1921. augusztus 31.  |
|                                                |          | 10 000 korona         | 191 × 127 mm | Női modell | Női modell         |           | 1918. december 19. | 1921. június 5.      |
| A képeken 0,7 pixel felel meg 1 milliméternek. |          |                       |              |            |                    |           |                    |                      |

## Államjegyek (1920–1926)
Az államjegyeket az 1921. évi XIV. törvény értelmében felállított Magyar Királyi Állami Jegyintézet hozta forgalomba. Tervezőjük Helbing Ferenc. A bankjegyeket kezdetben a zürichi Orell Füssli gyártotta (leszámítva a csekély értékű címleteket, melyek itthon készültek egyszerű nyomdatechnikával), majd az újonnan felállított Pénzjegynyomda megvásárolta a kliséket és a technikát, és innentől fogva Magyarországon készültek a bankjegyek. A növekvő címletű pénzjegyek mérete is egyre nagyobb lett, ezért újraméretezték a papírpénzeket: 1923-tól azonos megjelenéssel, de jelentősen kisebb méretben kerültek forgalomba. A pengő bevezetését megelőzően – az átszámítást megkönnyebbítendő – pengő értékre felülbélyegezve hozták forgalomba a korona papírpénzeket.
Főbb nyomdahely-megjelölési változatok:
- Kis címletű pénzek (1920-ban nyomtatott 1–20 korona értékű pénzek): nincs nyomdahely-megjelölés
- Nagyméretű pénzek (1920–1922 között nyomtatott 50–25 000 korona értékű pénzek): ORELL FÜSSLI  ZÜRICH
- Kisméretű pénzek (1923-ban nyomtatott 100–1 000 000 korona értékű pénzek): ORELL FÜSSLI  ZÜRICH vagy Magyar Pénzjegynyomda Rt. Budapest. vagy nincs nyomdahely-megjelölés (de ezeket is a Pénzjegynyomda gyártotta Budapesten)
- A kis címletű pénzek kivételével (50–1 000 000 korona): T. W. vagy W vagy T. WILLI megjelöléssel utaltak a photo guilloche technika feltalálójára.

| Nyomdahely-megjelölések a korona államjegyeken | Nyomdahely-megjelölések a korona államjegyeken                                     |
| ---------------------------------------------- | ---------------------------------------------------------------------------------- |
|                                                | ORELL FÜSSLI ZÜRICH nyomdahely-megjelölés egy ötvenkoronáson (1920)                |
|                                                | Magyar Pénzjegynyomda Rt. Budapest. nyomdahely-megjelölés egy százkoronáson (1923) |
|                                                | T. W. megjelölés egy százkoronáson (1923)                                          |

| Kép                                            | Kép                     | Névérték                | Méret                   | Leírás                                                                  | Leírás                                | Dátumok                 | Dátumok                 | Dátumok                 |
| Előoldal                                       | Hátoldal                | Névérték                | Méret                   | Előoldal                                                                | Hátoldal                              | Nyomtatás               | Kibocsátás              | Visszavonás             |
| Kis címletű államjegyek                        | Kis címletű államjegyek | Kis címletű államjegyek | Kis címletű államjegyek | Kis címletű államjegyek                                                 | Kis címletű államjegyek               | Kis címletű államjegyek | Kis címletű államjegyek | Kis címletű államjegyek |
| ---------------------------------------------- | ----------------------- | ----------------------- | ----------------------- | ----------------------------------------------------------------------- | ------------------------------------- | ----------------------- | ----------------------- | ----------------------- |
|                                                |                         | 1 korona                | 129 × 65 mm             | Női modell                                                              | Magyar és idegen nyelvű értékjelzések | 1920. január 1.         | 1921. július 11.        | 1927. június 30.        |
|                                                |                         | 2 korona                | 131 × 76 mm             | Búzakalászt arató földműves                                             | Magyar és idegen nyelvű értékjelzések | 1920. január 1.         | 1921. július 11.        | 1927. június 30.        |
|                                                |                         | 10 korona               | 135 × 79 mm             | Széchenyi-lánchíd                                                       | Magyar és idegen nyelvű értékjelzések | 1920. január 1.         | 1921. július 11.        | 1927. június 30.        |
|                                                |                         | 20 korona               | 143 × 84 mm             | A Mátyás-templom, a Halászbástya és Hunyadi János szobra a Budai Várból | Magyar és idegen nyelvű értékjelzések | 1920. január 1.         | 1921. július 11.        | 1927. június 30.        |
| Nagyméretű államjegyek                         |                         |                         |                         |                                                                         |                                       |                         |                         |                         |
|                                                |                         | 50 korona               | 150 × 95 mm             | Mányoki Ádám: II. Rákóczi Ferenc portréja                               | Magyar és idegen nyelvű értékjelzések | 1920. január 1.         | 1921. július 11.        | 1927. június 30.        |
|                                                |                         | 100 korona              | 155 × 100 mm            | Mátyás király                                                           | Magyar és idegen nyelvű értékjelzések | 1920. január 1.         | 1921. május 9.          | 1926. július 31.        |
|                                                |                         | 500 korona              | 170 × 110 mm            | Árpád fejedelem                                                         | Magyar és idegen nyelvű értékjelzések | 1920. január 1.         | 1921. május 9.          | 1926. július 31.        |
|                                                |                         | 1000 korona             | 193 × 125 mm            | Szent István király                                                     | Magyar és idegen nyelvű értékjelzések | 1920. január 1.         | 1921. május 9.          | 1926. július 31.        |
|                                                |                         | 5000 korona             | 205 × 135 mm            | Hunnia                                                                  | Magyar és idegen nyelvű értékjelzések | 1920. január 1.         | 1921. május 9.          | 1926. július 31.        |
|                                                |                         | 10 000 korona           | 211 × 144 mm            | „PATRONA HUNGARIAE”                                                     | Magyar és idegen nyelvű értékjelzések | 1920. január 1.         | 1921. május 9.          | 1926. július 31.        |
|                                                |                         | 25 000 korona           | 213 × 147 mm            | „PATRONA HUNGARIAE”                                                     | Magyar és idegen nyelvű értékjelzések | 1922. augusztus 15.     | 1922. szeptember 6.     | 1926. július 31.        |
| Kisméretű államjegyek                          |                         |                         |                         |                                                                         |                                       |                         |                         |                         |
|                                                |                         | 100 korona              | 119 × 72 mm             | Mátyás király                                                           | Magyar és idegen nyelvű értékjelzések | 1923. július 1.         | 1924. március 18.       | 1927. június 30.        |
|                                                |                         | 500 korona              | 128 × 74 mm             | Árpád fejedelem                                                         | Magyar és idegen nyelvű értékjelzések | 1923. július 1.         | 1924. június 20.        | 1927. június 30.        |
|                                                |                         | 1000 korona             | 136 × 78 mm             | Szent István király                                                     | Magyar és idegen nyelvű értékjelzések | 1923. július 1.         | 1923. szeptember 15.    | 1927. június 30.        |
|                                                |                         | 5000 korona             | 139 × 83 mm             | Hunnia                                                                  | Magyar és idegen nyelvű értékjelzések | 1923. július 1.         | 1924. március 18.       | 1927. június 30.        |
|                                                |                         | 10 000 korona           | 145 × 88 mm             | „PATRONA HUNGARIAE”                                                     | Magyar és idegen nyelvű értékjelzések | 1923. július 1.         | 1924. március 18.       | 1927. június 30.        |
|                                                |                         | 25 000 korona           | 145 × 98 mm             | Szent László király                                                     | Magyar és idegen nyelvű értékjelzések | 1923. július 1.         | 1924. május 19.         | 1927. június 30.        |
|                                                |                         | 50 000 korona           | 165 × 105 mm            | Nemes Margit                                                            | Magyar és idegen nyelvű értékjelzések | 1923. május 1.          | 1923. július 16.        | 1927. június 30.        |
|                                                |                         | 100 000 korona          | 165 × 105 mm            | Nemes Margit                                                            | Magyar és idegen nyelvű értékjelzések | 1923. május 1.          | 1923. július 30.        | 1927. június 30.        |
|                                                |                         | 500 000 korona          | 185 × 85 mm             | Női modell                                                              | Magyar és idegen nyelvű értékjelzések | 1923. július 1.         | 1924. február 23.       | 1928. június 30.        |
|                                                |                         | 1 000 000 korona        | 185 × 85 mm             | Női modell                                                              | Magyar és idegen nyelvű értékjelzések | 1923. szeptember 4.     | 1924. március 31.       | 1928. június 30.        |
| A képeken 0,7 pixel felel meg 1 milliméternek. |                         |                         |                         |                                                                         |                                       |                         |                         |                         |